# حلقة برنارد
حلقة برنارد (فهرس شاربلس 2- 276) قوس حلقة برنارد الكبير هو سديم إشعاعي خافت مكون من ذرات غاز الهيدروجين عالية الطاقة يقع في كوكبة الجبار. وهو جزء من سحابة الجبار الجزيئية التي تحتوي أيضا على سديم رأس الحصان المظلم وسديم الجبار الإمع.حلقة برنارد على شكل قوس كبير تتوسط تقريبا سديم الجبار. ويعتقد أن النجوم في سديم الجبارالمسؤولة عن تأين الحلقة.
حلقة برنارد تمتد على حوالي 600 دقيقة قوسية كما ترى من الأرض، لتغطي الكثير من الجبار,
حلقة برنارد واضحة جدا في التصوير الفوتوغرافي بالتعرض الطويل، رغم أن المراقب تحت سماء مظلمة جدا قد يكون قادر على رؤيتها بالعين المجردة.التقديرات الأخيرة وضعتها على مسافة إما 159 فرسخ فلكي (518 سنة ضوئية) أو 440 فرسخ فلكي (1434 سنة ضوئية) أو 440 فرسخ فلكي (1434 سنة ضوئية) مع أبعاد تقدر بنحو 100 أو 300 سنة ضوئية على التوالي. ويعتقد أنها تكون قد نشأت في انفجار مستعر أعظم قبل حوالي مليوني سنة، ويعتقد ان هذا الانفجار قد شكل العديد من النجوم الهاربة المعروفة.بما فيها نجم ممسك الأعنة AE ، والنجم مو كولومبا في كوكبة الحمامة ونجم الحمل 53
، التي يعتقد أنها كانت جزءا من نظام نجمي متعدد انفجر أحد اعضائها مكونا مستعر أعظم. سمي سديم حلقة برنار نسبة للمصور الفلكي إدوارد إيمرسون برنارد الذي صور السديم ونشر وصفا لة في عام 1894 .

## صور

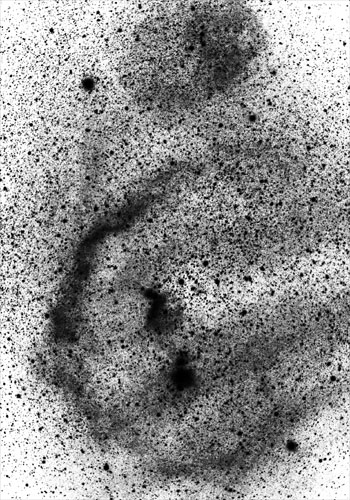
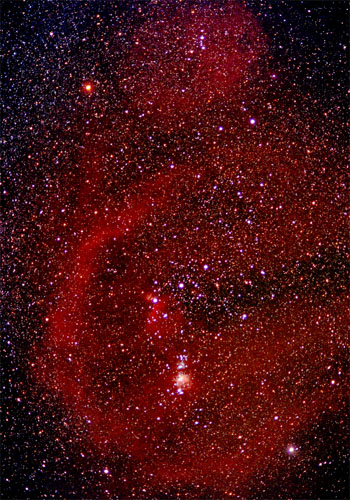
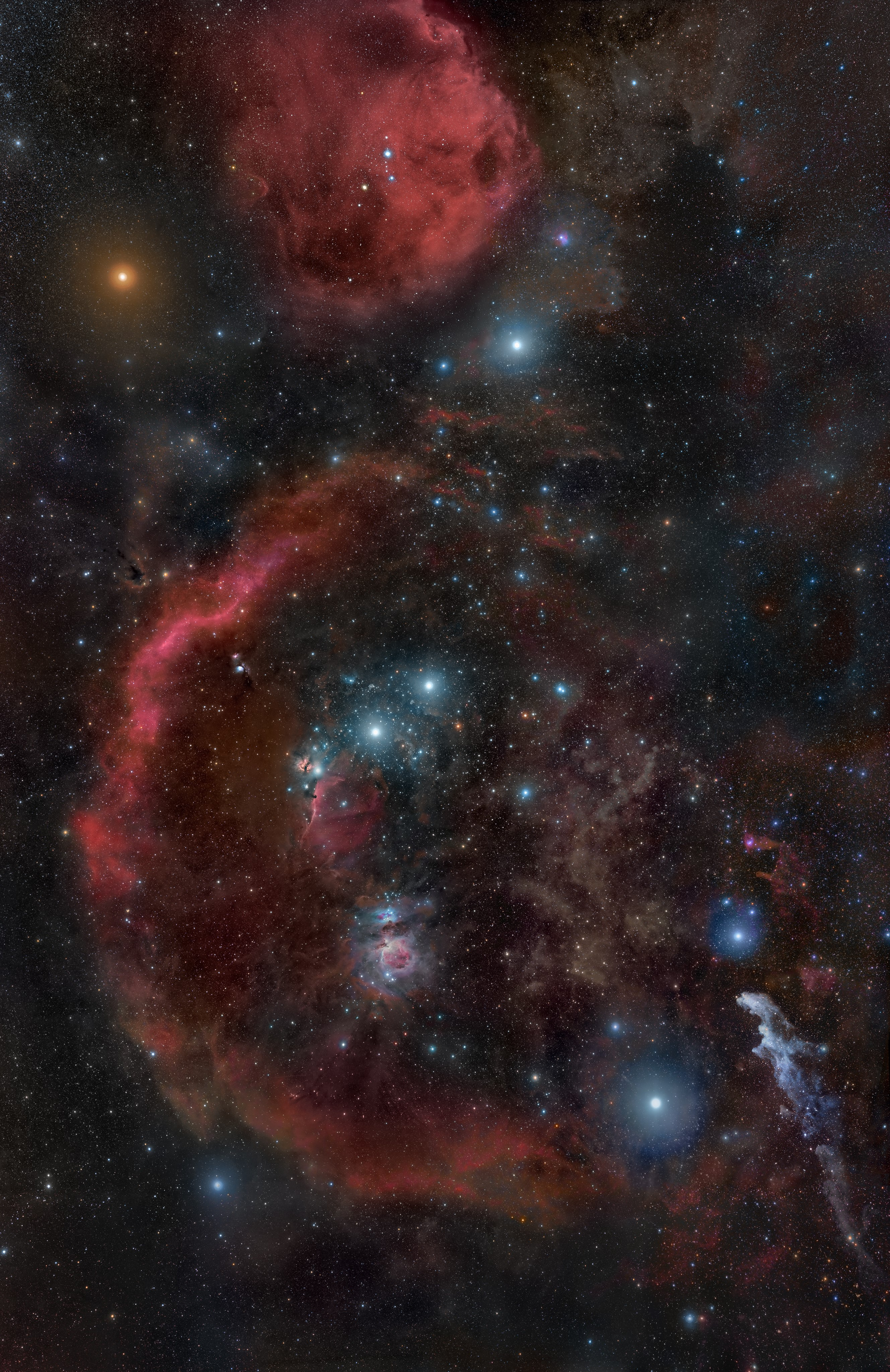

## اقرأ أيضا
- سديم أمريكا الشمالية
- سديم الساعة الرملية
- سديم الإسكيمو
- سديم الفراشة
- إن جي سي 2261
- سديم كاليفورنيا